# Gzichów
Gzichów ist ein südwestlicher Stadtteil von Będzin in der Woiwodschaft Schlesien in Polen.

## Geschichte
Vor dem Jahr 1637 entstand auf dem nördlichen Boden des Dorfs Małobądz die Siedlung Gzichów, am rechten Ufer der Schwarzen Przemsa, im bischöflichen Herzogtum Siewierz, gegenüber der Stadt Będzin im Krakauer Land. 1702 wurde das Schloss Gzichow von der Familie Mieroszewski gebaut.
Erst 1790 wurde das Herzogtum Siewierz formal an das Königreich Polen-Litauen angegliedert und war der Woiwodschaft Krakau administrativ angegliedert. Nach der dritten Teilung Polens von 1795  gehörte das Dorf bis 1807 zu Neuschlesien. 1807 kam es ins Herzogtum Warschau und 1815 ins neu entstandene russisch beherrschte Kongresspolen.
Ab dem Jahr 1864 gehörte das Dorf zur schlesischen Familie von Kramsta. Zu dieser Zeit wurde das Gebiet Zagłębie Dąbrowskie (Dombrowaer Kohlebecken) benannt. 1879 wurde die Brauerei Gambrinus in Gzichów eröffnet. 1915 wurde Gzichów von deutschen Besatzern an Będzin nachgemeindet.
Das alte Dorf ist heute untergegangen, u. a. durch Regulierung der Schwarzen Przemsa und Bau der großen Plattenbausiedlung Syberka für 20.000 Einwohner. Im Stadtteil befindet sich auch das Bergbaukrankenhaus aus den 1980er Jahren.

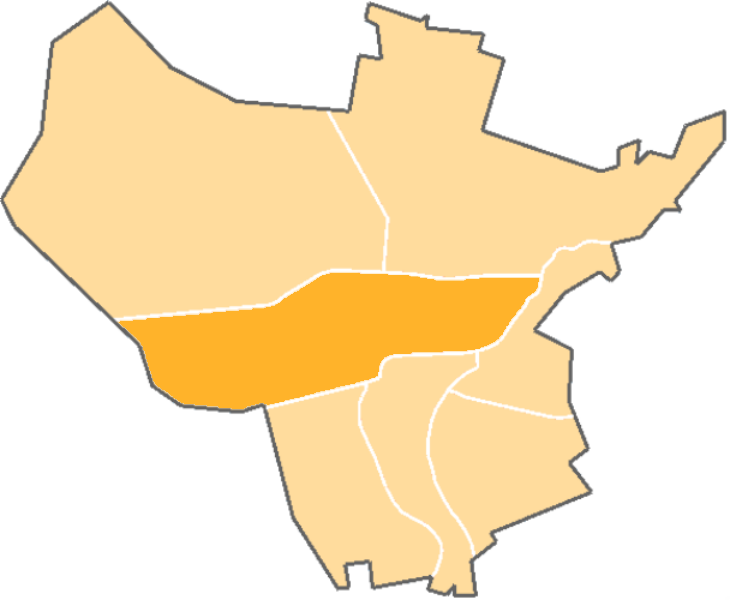
Lage des Stadtteils innerhalb von Będzin
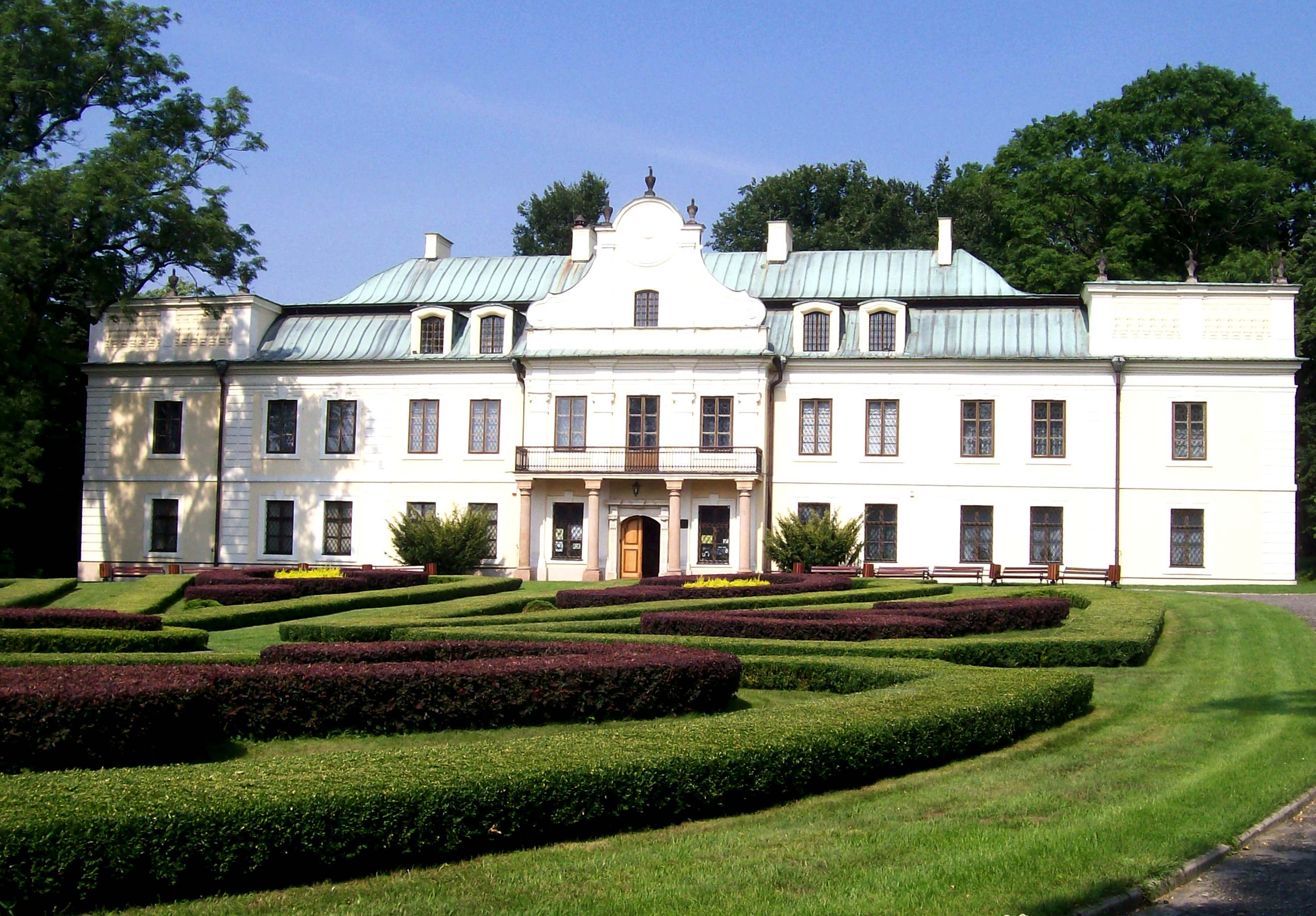
Schloss